# 케르테스 임레
케르테스 임레(헝가리어: Kertész Imre, 문화어: 께르떼즈 임레, 1929년 11월 9일 ~ 2016년 3월 31일)는 헝가리의 유대계 소설가이다.
그는 1929년 부다페스트의 유대인 집안에서 태어났다. 그는 제2차 세계 대전 중이던 1944년에 아우슈비츠 강제 수용소에 수감되었으며 1945년에 부헨발트 강제 수용소에서 해방된다. 그는 1953년에 작가 겸 번역가로 활동하기 시작했으며 1975년에 자신의 첫 소설인 《운명 (헝가리어: Sorstalanság)》을 발표했는데, 《운명》은 그의 아우슈비츠 수용소 체험을 바탕으로 한 자서전적 소설이었다.
그는 1995년에 브란덴부르크 문학상을, 1997년에 라이프치히 서적상을 수상했으며 2002년에 노벨 문학상을 수상했다. 그의 대표 작품으로 《운명 (헝가리어: Sorstalanság)》 (1975년 작), 《좌절 (헝가리어: A kudarc)》 (1988년 작), 《태어나지 않은 아이를 위한 기도 (헝가리어: Kaddis a meg nem született gyermekért)》 (1990년 작), 《청산 (헝가리어: Felszámolás)》 (2003년 작) 등이 있다.
케르테스는 2013년에 파킨슨병을 앓고 있다고 고백한 적이 있는데 오랜 투병끝에 결국 2016년 3월 31일에 별세하였다.

## 주요 작품
- 《운명 (Sorstalanság)》 (1975년 작)
- 《좌절 (A kudarc)》 (1988년 작)
- 《태어나지 않은 아이를 위한 기도 (Kaddis a meg nem született gyermekért)》 (1990년 작)
- 《청산 (Felszámolás)》 (2003년 작)

## 같이 보기
- 헝가리 문학